# WhoMadeWho
WhoMadeWho è un gruppo indie rock danese formatosi nel 2003 dalla collaborazione del bassista Tomas Hoddfing e del cantautore e chitarrista Jeppe Kjellberg, proveniente dalla scena jazz d'avanguardia, e il batterista Tomas Barfod.
Il 21 febbraio 2014 accompagnano la cantante Arisa durante la manifestazione canora di Sanremo.

## Discografia

### Album in studio
- 2005: WhoMadeWho CD/2 LP
- 2009: The Plot CD/LP
- 2011: Knee Deep - Mini-LP/CD/digital
- 2012: Brighter
- 2014: Dreams
- 2018: Through The Walls
- 2020: Synchronicity

### Altre distribuzioni
- 2004: Happy Girl 12”
- 2004: Two Covers For Your Party 12”
- 2005: The Loop 12”
- 2005: Space for Rent (Dirt Crew Remix) 12”
- 2005: Space for Rent (The Rapture Remix) 12”
- 2006: Out the Door (Superdiscount Remix) 12”
- 2006: Out the Door (In Flagranti Remix) 12”
- 2006: Green Version CD
- 2008: TV Friend 12”
- 2009: The Plot / The Train 7”
- 2009: The Plot Remixes Part 1 12”
- 2009: The Plot Remixes Part 2 12”
- 2009: Keep Me in My Plane Remixes 12”
- 2009: Keep Me in My Plane Remixes 2 12”
- 2009: The Remix Collection – digital compilation

### Remix
- Hot Chip - "Don´t Dance" (cover version)
- Chicks On Speed - "Super Surfer Girl"
- Digitalism  "Idealism"
- New Young Pony Club Get Lucky
- Peaches  - "Boys Wanna Be Her"
- Mainline: Black Honey
- Munk: Kick Out The Chairs
- Namosh: The Pulse
- Tahiti 80: Big Day
- Digitalism: Idealism
- Munk: Live Fast! Die Old!
- Maceo Plex: Heads Above